# اونترشتادیون
اونترشتادیون (به آلمانی: Unterstadion) یک شهر در آلمان است که در الب-دانو-کریس واقع شده‌است. اونترشتادیون ۷۴۷ نفر جمعیت دارد.